# Douzhanopterus
Douzhanopterus é um gênero extinto de pterossauro do Jurássico Superior de Liaoning, China. Ele contém uma única espécie, D. zhengi, nomeada por Wang et al. em 2017. Em vários sentidos, representa uma forma de transição entre os pterossauros basais e os pterodactilóides mais especializados; por exemplo, sua cauda tem largura média, ainda tendo aproximadamente duas vezes a largura do fêmur, mas relativamente mais curta em comparação com a dos Wukongopteridae mais basais.

## Descoberta e nomeação
O espécime holótipo de Douzhanopterus, um esqueleto sem o crânio, é conservado em uma placa e contraplaca. A placa e a contraplaca são, respectivamente, catalogadas como STM 19–35A e STM 19–35B e estão guardados no Museu da Natureza de Shandong Tianyu em Xantum, China. Este espécime foi adquirido de um fazendeiro local, que alegou ter sido escavado em Toudaoyingzi, Jiangchang, na província de Liaoningue.